# Arcadia
Arcadia (en griego Αρκαδία, Arkadía) es una unidad periférica de Grecia, en la región del Peloponeso. Hasta el 1 de enero de 2011 fue una de las 51 prefecturas en que se dividía el país. Recibió su nombre del héroe mitológico Arcas. Su capital es Trípoli. 

## Arcadia contemporánea
Es la prefectura más grande de la península del Peloponeso. En la actualidad abarca el 18% de la superficie de la península, aunque llegó a extenderse hasta un 25%.
Hay un complejo de esquí en el monte Ménalo. Arcadia está conectada por la autopista GR-7, E-55, que se construyó en 1997. Existe una central térmica de carbón y una nuclear situadas cerca de Megalópolis que abastecen de electricidad a la mayor parte del sur de Grecia. También hay una mina de carbón.
Arcadia posee dos túneles. El primero en abrirse fue el túnel Artemisio, y el otro es el túnel oriental de Megalópolis. Ambos conectan el tráfico entre Mesenia y Atenas.
Las mayores ciudades de la región son: Trípoli, Astros, Vytina, Dimitsaina, Langadi, Leonidi, Leontari, Levidi, Sinanu y Stremnitsa.

### Geografía
La prefectura está constituida por cordilleras, mesetas calizas con abundantes simas (las catavothres), valles (el del río Alfeo), y depresiones húmedas. Las laderas están cubiertas de pastos y bosques de tipo mediterráneo.

## Historia

Las regiones del Peloponeso en la Antigüedad. En el centro de la península se encuentra Arcadia.

Los pobladores primitivos de Arcadia eran los pelasgos, pueblo patriarcal de pastores, que resistió la hegemonía de Esparta y que estaba organizado como una confederación de repúblicas, que permanecieron independientes. Megalópolis fue fundada en 370 a. C. por Epaminondas, y se convirtió en la capital de Arcadia. Tras la dominación romana, fue bizantina, veneciana y turca, hasta que se integró en la República de Grecia.
Se trataba de un pueblo rural y humilde, por lo cual a la hora de honrar la fertilidad no podían hacerlo con un toro, como el resto de las culturas herederas de los ritos micénicos, así que optaron por adorar al macho cabrío.
Con el tiempo, esta figura se asimiló a la del dios Pan, representado como un macho cabrío, cuyo nombre procede de Paon, que significa 'el que da de comer' o 'pastor'.
Los ritos de fertilidad del dios Pan fueron adoptados por Atenas después de la guerra persa por las llamadas Bacantes.
En la actualidad, arcadio es sinónimo de valiente y perseverante.

## Televisión
- Arkadiki Radiophonio Teleorassi - ART

## Población
- 1951: 154.361 (densidad: 34.93/km²)
- 1961: 134.950
- 1971: 111.263
- 1991: 103.840
- 2005: 100.611 (densidad: 23.09/km²)

## Municipios
Desde 2011 se divide en 5 municipios:
- Gortynía
- Megalópolis
- Kynouria Norte
- Kynouria Sur
- Trípoli